# 106 Tower
Der 106 Tower (vormaliger Projektname Marina 106) ist ein im Bau befindlicher Wolkenkratzer in Dubai. Der Bau des Hochhauses begann bereits Ende 2008, wurde jedoch im Sommer 2009 aufgrund finanzieller Probleme eingestellt und erst im Frühjahr 2014 wieder aufgenommen. Nachdem beim ursprünglichen Baubeginn 2008 eine Fertigstellung für 2012 vorgesehen war, wurde dieser Termin nach Wiederaufnahme der Arbeiten auf das Jahr 2019 verlegt.
Der Turm sollte ursprünglich sechs unterirdische und 106 oberirdische Stockwerke zählen und 433 Meter hoch werden. Während der Grundsteinlegung im Januar 2015 wurde jedoch bekannt gegeben, dass sich neben dem architektonischen Design, auch die Höhe des Gebäudes auf 445 Meter erhöhen wird. Das Gebäude wird demnach 104 Stockwerke besitzen. Nach seiner Vollendung würde er aufgrund der Wohnnutzung zu den höchsten Wohngebäuden weltweit zählen. Der 106 Tower wird sich an der Dubai Marina befinden, in Nachbarschaft zu dem Dream Dubai Marina (427 Meter) und dem 23 Marina (393 Meter) befinden.